# Estudiantes de La Plata
Club Estudiantes de La Plata, bildad 4 augusti 1905, är ett argentinskt fotbollslag från staden La Plata, fem mil söder om Buenos Aires. Estudiantes vann tre gånger Copa Libertadores (1967–1969) och blev interkontinental mästare 1967 då laget slog Manchester United. 1969 förlorade Estudiantes mot AC Milan och 1969 mot nederländska Feyenoord.
Argentinas förbundskapten 1986-1990, Carlos Bilardo, var en av spelarna i laget under dessa mycket framgångsrika år. Bilardo var en av flera unga läkare som spelade i klubben. År 2009 vann klubben sin 4:e Copa Libertadores.